# Sahib Shihab
Sahib Shihab (nacido Edmund Gregory; 23 de junio de 1925 - 24 de octubre de 1989) fue un saxofonista y flautista de jazz y hard bop estadounidense (barítono, contralto y soprano). Trabajó de diversas formas con Luther Henderson, Thelonious Monk, Fletcher Henderson, Tadd Dameron, Dizzy Gillespie, Kenny Clarke, John Coltrane y Quincy Jones, entre otros. 

## Biografía
Nació en Savannah, Georgia, Estados Unidos.  Edmund Gregory tocó por primera vez el saxofón alto profesionalmente para Luther Henderson a los 13 años,  y estudió en el Conservatorio de Boston,  y actuó con el trompetista Roy Eldridge.  Tocó el contralto principal con Fletcher Henderson a mediados de la década de 1940. 
Fue uno de los primeros músicos de jazz en convertirse al Islam y cambió su nombre en 1947.  Pertenecía a la secta Ahmadía del Islam.  A finales de la década de 1940, Shihab tocó con Thelonious Monk,  y el 23 de julio de 1951 grabó con Monk (posteriormente publicado en el álbum Genius of Modern Music: Volumen 2).  Durante este período, también apareció en grabaciones de Art Blakey, Kenny Dorham y Benny Golson.  La invitación a tocar con la big band de Dizzy Gillespie a principios de la década de 1950 fue de particular importancia, ya que marcó el paso de Shihab al barítono. 
El 12 de agosto de 1958, Shihab fue uno de los músicos fotografiados por Art Kane en su fotografía conocida como A Great Day in Harlem. En 1959 realizó una gira por Europa con Quincy Jones.  Shihab, desilusionado con la política racial en Estados Unidos, decidió por esta época mudarse a Europa. Se instaló en Escandinavia, primero en Estocolmo, Suecia, trasladándose luego en 1964 a Copenhague, Dinamarca.  Trabajó para el Politécnico de Copenhague y escribió partituras para televisión, cine y teatro. Escribió un ballet basado en el cuento de hadas del escritor danés Hans Christian Andersen, Las zapatillas rojas. 
En Dinamarca, actuó con músicos locales como el bajista Niels-Henning Ørsted Pedersen, entre otros. Junto con el pianista Kenny Drew, dirigió una editorial y una discográfica.
En 1961, se unió a la Kenny Clarke/Francy Boland Big Band y siguió siendo miembro de la banda durante los 12 años que existió.  Se casó con una mujer danesa y formó una familia en Europa.
En el Festival de la Canción de Eurovisión de 1966, Shihab acompañó a Lill Lindfors y Svante Thuresson en el escenario para la canción sueca Nygammal Vals.
En 1973, regresó a los Estados Unidos para una estadía de tres años, trabajando como músico de sesión para artistas de rock y pop y como copista para músicos locales. Pasó los años que le quedaban entre Nueva York y Copenhague, y tocó en sociedad con Art Farmer.  También dirigió su propio combo de jazz llamado Dues.
Desde 1986, fue artista visitante en la Universidad de Rutgers. 
Murió de cáncer de hígado el 24 de octubre de 1989 en Nashville, Tennessee, Estados Unidos, a la edad de 64 años 

## Discografía

### Como líder
- 1957: The Jazz We Heard Last Summer (Savoy) split album con Herbie Mann
- 1957: Jazz Sahib (Savoy)
- 1963: Sahib's Jazz Party (Debut) also released as Conversations
- 1964: Summer Dawn (Argo)
- 1965: Sahib Shihab y the Danish Radio Jazz Group (Oktav)
- 1968: Seeds (Vogue Schallplatten)
- 1964-70: Companionship (Vogue Schallplatten)
- 1972: Sentiments (Storyville)
- 1972: La Marche dans le Désert - Sahib Shihab + Gilson Unit (Futura)
- 1973: Flute Summit (Atlantic) con Jeremy Steig, James Moody y Chris Hinze
- 1988: Soul Mates (Uptown) con Charlie Rouse
- 1998: And All Those Cats (compilación)

### Como acompañante
Con Art Blakey
- Theory of Art (1957)
- Art Blakey Big Band (Bethlehem, 1957)

Con Brass Fever
- Time Is Running Out (Impulse!, 1976)

Con Donald Byrd
- Jazz Lab (Columbia, 1957) con Gigi Gryce
- Modern Jazz Perspective (Columbia, 1957) con Gigi Gryce

Con Betty Carter
- Out There (1958)
- I Can't Help It (1992)

Con the Kenny Clarke/Francy Boland Big Band
- Jazz Is Universal (Atlantic, 1962)
- Handle con Care (Atlantic, 1963)
- Now Hear Our Meanin' (Columbia, 1963 [1965])
- Swing, Waltz, Swing (Philips, 1966)
- Sax No End (SABA, 1967)
- Out of the Folk Bag (Columbia, 1967)
- 17 Men y Their Music (Campi, 1967)
- All Smiles (MPS, 1968)
- Faces (MPS, 1969)
- Latin Kaleidoscope (MPS, 1968)
- Fellini 712 (MPS, 1969)
- All Blues (MPS, 1969)
- More Smiles (MPS, 1969)
- Clarke Boland Big Band en Concert avec Europe 1 (Tréma, 1969 [1992])
- Off Limits (Polydor, 1970)
- November Girl (Black Lion, 1970 [1975]) con Carmen McRae
- Change of Scenes (Verve, 1971) con Stan Getz

Con John Coltrane
- Coltrane (1957)

Con Tadd Dameron
- Fontainebleau (1956)

Con Art Farmer
- Manhattan (Soul Note, 1981)

Con Curtis Fuller y Hampton Hawes
- Curtis Fuller and Hampton Hawes con French Horns (Status, 1957 [1962]) - also released as Baritones and French Horns (Prestige, 1957)

Con Dizzy Gillespie
- Jazz Recital (Norgran, 1955)
- The Dizzy Gillespie Reunion Big Band (MPS, 1968)

Con Benny Golson
- Benny Golson's New York Scene (Contemporary, 1957)
- Take a Number from 1 to 10 (Argo, 1961)

Con Johnny Griffin
- Lady Heavy Bottom's Waltz (1968)
- Griff 'N Bags

Con George Gruntz
- Noon in Tunisia (1967)

Con Roy Haynes
- Jazz Abroad (Emarcy, 1955)

Con Milt Jackson
- Plenty, Plenty Soul (Atlantic, 1957)

Con Philly Joe Jones
- Drums Around the World (Riverside, 1959)

Con Quincy Jones
- The Birth of a Band! (Mercury, 1959)
- The Great Wide World of Quincy Jones (Mercury, 1959)
- I Dig Dancers (Mercury, 1960)
- Quincy Plays for Pussycats (Mercury, 1959-65 [1965])

Con Abbey Lincoln
- It's Magic (Riverside, 1958)

Con Howard McGhee
- The Return of Howard McGhee (Bethlehem, 1955)

Con Thelonious Monk
- Genius of Modern Music: Volume 1 (Blue Note, 1947)
- Genius of Modern Music: Volume 2 (Blue Note, 1951)

Con Phineas Newborn, Jr.
- Phineas Newborn, Jr. Plays Harold Arlen's Music from Jamaica (RCA Victor, 1957)

Con Oscar Pettiford
- The Oscar Pettiford Orchestra in Hi-Fi Volume Two (ABC-Paramount, 1957)

Con Specs Powell
- Movin' In (Roulette, 1957)

Con A. K. Salim
- Blues Suite (Savoy, 1958)

Con Tony Scott
- The Modern Art of Jazz (1957, Seeco) - con Bill Evans, Paul Motian
- Free Blown Jazz (1957, Carlton) - con Bill Evans, Paul Motian

Con Mal Waldron
- Mal-2 (1957)

Con Julius Watkins y Charlie Rouse
- The Jazz Modes (Atlantic, 1959)

Con Randy Weston
- Uhuru Afrika (Roulette, 1960)

Con Gene Quill, Hal Stein y Phil Woods
- Four Altos (Prestige, 1957)]

Con Phil Woods
- Rights of Swing (Candid, 1961)

Con Idrees Sulieman
- The Camel (Columbia, 1964)